# Liste der olympischen Medaillengewinner aus Paraguay
Das Comité Olímpico Paraguayo wurde 1970 gegründet und im selben Jahr vom Internationalen Olympischen Komitee aufgenommen.

## Medaillenbilanz
Bislang konnten 18 Sportler aus Paraguay eine olympische Medaille erringen (1 × Silber). Hierbei handelt es sich um den Gewinn der Silbermedaille im olympischen Fußballturnier in Athen 2004
| Paraguay bei den Olympischen Sommerspielen                                     | Paraguay bei den Olympischen Sommerspielen | Paraguay bei den Olympischen Sommerspielen | Paraguay bei den Olympischen Sommerspielen | Paraguay bei den Olympischen Sommerspielen | Paraguay bei den Olympischen Sommerspielen |      | Paraguay bei den Olympischen Winterspielen | Paraguay bei den Olympischen Winterspielen | Paraguay bei den Olympischen Winterspielen | Paraguay bei den Olympischen Winterspielen | Paraguay bei den Olympischen Winterspielen | Paraguay bei den Olympischen Winterspielen |
| Jahr                                                                           | Gold                                       | Silber                                     | Bronze                                     | Gesamt                                     | Rang                                       | Jahr | Gold                                       | Silber                                     | Bronze                                     | Gesamt                                     | Rang                                       |                                            |
| 1968                                                                           | 0                                          | 0                                          | 0                                          | 0                                          |                                            |      | 1968                                       | –                                          | –                                          | –                                          | –                                          | –                                          |
| 1972                                                                           | 0                                          | 0                                          | 0                                          | 0                                          |                                            |      | 1972                                       | –                                          | –                                          | –                                          | –                                          | –                                          |
| 1976                                                                           | 0                                          | 0                                          | 0                                          | 0                                          |                                            |      | 1976                                       | –                                          | –                                          | –                                          | –                                          | –                                          |
| 1980                                                                           | –                                          | –                                          | –                                          | –                                          | –                                          |      | 1980                                       | –                                          | –                                          | –                                          | –                                          | –                                          |
| 1984                                                                           | 0                                          | 0                                          | 0                                          | 0                                          |                                            |      | 1984                                       | –                                          | –                                          | –                                          | –                                          | –                                          |
| 1988                                                                           | 0                                          | 0                                          | 0                                          | 0                                          |                                            |      | 1988                                       | –                                          | –                                          | –                                          | –                                          | –                                          |
| 1992                                                                           | 0                                          | 0                                          | 0                                          | 0                                          |                                            |      | 1992                                       | –                                          | –                                          | –                                          | –                                          | –                                          |
| 1996                                                                           | 0                                          | 0                                          | 0                                          | 0                                          |                                            |      | 1994                                       | –                                          | –                                          | –                                          | –                                          | –                                          |
| 2000                                                                           | 0                                          | 0                                          | 0                                          | 0                                          |                                            |      | 1998                                       | –                                          | –                                          | –                                          | –                                          | –                                          |
| 2004                                                                           | 0                                          | 1                                          | 0                                          | 1                                          | 65                                         |      | 2002                                       | –                                          | –                                          | –                                          | –                                          | –                                          |
| 2008                                                                           | 0                                          | 0                                          | 0                                          | 0                                          |                                            |      | 2006                                       | –                                          | –                                          | –                                          | –                                          | –                                          |
| 2012                                                                           | 0                                          | 0                                          | 0                                          | 0                                          |                                            |      | 2010                                       | –                                          | –                                          | –                                          | –                                          | –                                          |
| 2016                                                                           | 0                                          | 0                                          | 0                                          | 0                                          |                                            |      | 2014                                       | 0                                          | 0                                          | 0                                          | 0                                          |                                            |
| 2020                                                                           | 0                                          | 0                                          | 0                                          | 0                                          |                                            |      | 2018                                       | –                                          | –                                          | –                                          | –                                          | –                                          |
| 2024                                                                           | 0                                          | 0                                          | 0                                          | 0                                          |                                            |      | 2022                                       | –                                          | –                                          | –                                          | –                                          | –                                          |
| Gesamt                                                                         | 0                                          | 1                                          | 0                                          | 1                                          |                                            |      | Gesamt                                     | 0                                          | 0                                          | 0                                          | 0                                          |                                            |
| \| \| Gold \| Silber \| Bronze \| Gesamt \| \| Ges. S+W \| 0 \| 1 \| 0 \| 1 \| |                                            |                                            |                                            |                                            |                                            |      |                                            |                                            |                                            |                                            |                                            |                                            |
|                                                                                | Gold                                       | Silber                                     | Bronze                                     | Gesamt                                     |                                            |      |                                            |                                            |                                            |                                            |                                            |                                            |
| Ges. S+W                                                                       | 0                                          | 1                                          | 0                                          | 1                                          |                                            |      |                                            |                                            |                                            |                                            |                                            |                                            |

## Medaillengewinner
- Diego Barreto – Fußball (0-1-0)
Athen 2004: Silber, Männer
- Edgar Barreto – Fußball (0-1-0)
Athen 2004: Silber, Männer
- Pedro Benítez – Fußball (0-1-0)
Athen 2004: Silber, Männer
- Fredy Bareiro – Fußball (0-1-0)
Athen 2004: Silber, Männer
- Jose Cardoso – Fußball (0-1-0)
Athen 2004: Silber, Männer
- Ernesto Cristaldo – Fußball (0-1-0)
Athen 2004: Silber, Männer
- José Devaca – Fußball (0-1-0)
Athen 2004: Silber, Männer
- Osvaldo Díaz – Fußball (0-1-0)
Athen 2004: Silber, Männer
- Julio César Enciso – Fußball (0-1-0)
Athen 2004: Silber, Männer
- Celso Esquivel – Fußball (0-1-0)
Athen 2004: Silber, Männer
- Diego Figueredo – Fußball (0-1-0)
Athen 2004: Silber, Männer
- Carlos Gamarra – Fußball (0-1-0)
Athen 2004: Silber, Männer
- Pablo Giménez – Fußball (0-1-0)
Athen 2004: Silber, Männer
- Julio González – Fußball (0-1-0)
Athen 2004: Silber, Männer
- Julio Manzur – Fußball (0-1-0)
Athen 2004: Silber, Männer
- Emilio Martínez – Fußball (0-1-0)
Athen 2004: Silber, Männer
- Rodrigo Romero – Fußball (0-1-0)
Athen 2004: Silber, Männer
- Aureliano Torres – Fußball (0-1-0)
Athen 2004: Silber, Männer